# "The Spaghetti Incident?"
"The Spaghetti Incident?" is het vijfde studioalbum van de Amerikaanse hardrockband Guns N' Roses. Het album werd op 23 november 1993 uitgegeven. Het album bestond, in tegenstelling tot de voorgaande albums, volledig uit covers.

## Tracklist
| Nr. | Titel                                   | Oorspronkelijke artiest | Duur |
| --- | --------------------------------------- | ----------------------- | ---- |
| 1.  | Since I Don't Have You                  | The Skyliners           | 4:20 |
| 2.  | New Rose                                | The Damned              | 2:38 |
| 3.  | Down on the Farm                        | U.K. Subs               | 3:29 |
| 4.  | Human Being                             | New York Dolls          | 6:48 |
| 5.  | Raw Power                               | The Stooges             | 3:12 |
| 6.  | Ain't It Fun                            | The Dead Boys           | 5:06 |
| 7.  | Buick Makane                            | T. Rex                  | 2:40 |
| 8.  | Hair of the Dog                         | Nazareth                | 3:55 |
| 9.  | Attitude                                | The Misfits             | 1:27 |
| 10. | Black Leather                           | The Professionals       | 4:09 |
| 11. | You Can't Put Your Arms Around a Memory | Johnny Thunders         | 3:35 |
| 12. | I Don't Care About You (met track 13)   | Fear                    | 4:51 |
| 13. | Look at Your Game, Girl                 | Charles Manson          |      |

## Musici
- Axl Rose – zang, keyboard
- Slash – gitaar, achtergrondzang
- Gilby Clarke – ritmische gitaar, achtergrondzang
- Duff McKagan - basgitaar, zang, achtergrondzang
- Matt Sorum – drums, percussie, achtergrondzang
- Dizzy Reed - piano, keyboard, achtergrondzang